# Championnat du monde de motocross 2007
Navigation
Édition précédente Édition suivante
Le championnat du monde de motocross 2007 compte 15 Grand-Prix.

## Grand Prix de la saison 2007

### MX1 et MX2
| Manche | Date             | Grand Prix                       | Lieu                                         | Classe | 1re manche         | 2e manche          | Vainqueur du GP    |
| 1      | 1er avril 2007   | Grand Prix du Benelux            | Valkenswaard                                 | MX1    | Joshua Coppins     | Jonathan Barragan  | Joshua Coppins     |
| 1      | 1er avril 2007   | Grand Prix du Benelux            | Valkenswaard                                 | MX2    | Antonio Cairoli    | Antonio Cairoli    | Antonio Cairoli    |
| 2      | 15 avril 2007    | Grand Prix d'Espagne             | Bellpuig                                     | MX1    | Joshua Coppins     | Joshua Coppins     | Joshua Coppins     |
| 2      | 15 avril 2007    | Grand Prix d'Espagne             | Bellpuig                                     | MX2    | Christophe Pourcel | Antonio Cairoli    | Antonio Cairoli    |
| 3      | 22 avril 2007    | Grand Prix du Portugal           | Agueda                                       | MX1    | Joshua Coppins     | Kevin Strijbos     | Kevin Strijbos     |
| 3      | 22 avril 2007    | Grand Prix du Portugal           | Agueda                                       | MX2    | Antonio Cairoli    | Antonio Cairoli    | Antonio Cairoli    |
| 4      | 6 mai 2007       | Grand Prix d'Italie              | Mantoue                                      | MX1    | Joshua Coppins     | Joshua Coppins     | Joshua Coppins     |
| 4      | 6 mai 2007       | Grand Prix d'Italie              | Mantoue                                      | MX2    | Antonio Cairoli    | Antonio Cairoli    | Antonio Cairoli    |
| 5      | 13 mai 2007      | Grand Prix d'Allemagne           | Teutschenthal                                | MX1    | Joshua Coppins     | David Philippaerts | David Philippaerts |
| 5      | 13 mai 2007      | Grand Prix d'Allemagne           | Teutschenthal                                | MX2    | Antonio Cairoli    | Antonio Cairoli    | Antonio Cairoli    |
| 6      | 27 mai 2007      | Grand Prix du Japon              | Sugo                                         | MX1    | Billy McKenzie     | Mike Brown         | Billy McKenzie     |
| 6      | 27 mai 2007      | Grand Prix du Japon              | Sugo                                         | MX2    | Christophe Pourcel | Antonio Cairoli    | Christophe Pourcel |
| 7      | 10 juin 2007     | Grand Prix de France             | Circuit du Puy de PoursaySaint-Jean-d'Angély | MX1    | Joshua Coppins     | Steve Ramon        | Joshua Coppins     |
| 7      | 10 juin 2007     | Grand Prix de France             | Circuit du Puy de PoursaySaint-Jean-d'Angély | MX2    | Antonio Cairoli    | Antonio Cairoli    | Antonio Cairoli    |
| 8      | 17 juin 2007     | Grand Prix de Bulgarie           | Sevlievo                                     | MX1    | Jonathan Barragan  | Joshua Coppins     | Joshua Coppins     |
| 8      | 17 juin 2007     | Grand Prix de Bulgarie           | Sevlievo                                     | MX2    | Antonio Cairoli    | Antonio Cairoli    | Antonio Cairoli    |
| 9      | 1er juillet 2007 | Grand Prix de Suède              | Uddevalla                                    | MX1    | Ken De Dycker      | Steve Ramon        | Ken De Dycker      |
| 9      | 1er juillet 2007 | Grand Prix de Suède              | Uddevalla                                    | MX2    | Tommy Searle       | Antonio Cairoli    | Antonio Cairoli    |
| 10     | 15 juillet 2007  | Grand Prix de la ville de Faenza | Faenza                                       | MX1    | Sébastien Pourcel  | Sébastien Pourcel  | Sébastien Pourcel  |
| 10     | 15 juillet 2007  | Grand Prix de la ville de Faenza | Faenza                                       | MX2    | Antonio Cairoli    | Christophe Pourcel | Christophe Pourcel |
| 11     | 29 juillet 2007  | Grand Prix de République tchèque | Loket                                        | MX1    | Kevin Strijbos     | Kevin Strijbos     | Kevin Strijbos     |
| 11     | 29 juillet 2007  | Grand Prix de République tchèque | Loket                                        | MX2    | Antonio Cairoli    | Nicolas Aubin      | Nicolas Aubin      |
| 12     | 5 août 2007      | Grand Prix de Belgique           | Namur                                        | MX1    | Sébastien Pourcel  | David Philippaerts | Sébastien Pourcel  |
| 12     | 5 août 2007      | Grand Prix de Belgique           | Namur                                        | MX2    | Tommy Searle       | Christophe Pourcel | Davide Guarneri    |
| 13     | 19 août 2007     | Grand Prix d'Irlande             | Moneyglass Demesne                           | MX1    | Ken De Dycker      | Kevin Strijbos     | Kevin Strijbos     |
| 13     | 19 août 2007     | Grand Prix d'Irlande             | Moneyglass Demesne                           | MX2    | Antonio Cairoli    | Antonio Cairoli    | Antonio Cairoli    |
| 14     | 26 août 2007     | Grand Prix de Grande-Bretagne    | Donington Park                               | MX1    | Kevin Strijbos     | Antonio Cairoli    | Antonio Cairoli    |
| 14     | 26 août 2007     | Grand Prix de Grande-Bretagne    | Donington Park                               | MX2    | Nicolas Aubin      | Antonio Cairoli    | Antonio Cairoli    |
| 15     | 2 septembre 2007 | Grand Prix des Pays-Bas          | Lierop                                       | MX1    | Kevin Strijbos     | Marc de Reuver     | Kevin Strijbos     |
| 15     | 2 septembre 2007 | Grand Prix des Pays-Bas          | Lierop                                       | MX2    | Antonio Cairoli    | Antonio Cairoli    | Antonio Cairoli    |

### MX3
| Manche | Date             | Grand Prix              | Lieu                 | 1ère manche            | 2ème manche      | Vainqueur du GP  |
| ------ | ---------------- | ----------------------- | -------------------- | ---------------------- | ---------------- | ---------------- |
| 1      | 1er avril 2007   | Grand Prix de France    | Castelnau-de-Lévis   | Mickaël Pichon         | Mickaël Pichon   | Mickaël Pichon   |
| 2      | 15 avril 2007    | Grand Prix d'Italie     | Cingoli              | Benjamin Coisy         | Benjamin Coisy   | Benjamin Coisy   |
| 3      | 22 avril 2007    | Grand Prix d'Espagne    | Talavera de la Reina | Sven Breugelmans       | Sven Breugelmans | Sven Breugelmans |
| 4      | 20 mai 2007      | Grand Prix de Suède     | Tomelilla            | Benjamin Coisy         | Yves Demaria     | Yves Demaria     |
| 5      | 27 mai 2007      | Grand Prix de France    | Brou                 | Pierre-Alexandre Renet | Yves Demaria     | Yves Demaria     |
| 6      | 10 juin 2007     | Grand Prix d'Espagne    | Alhama de Murcia     | Alvaro Lozano          | Benjamin Coisy   | Yves Demaria     |
| 7      | 1er juillet 2007 | Grand Prix des Pays-Bas | Markelo              | Sven Breugelmans       | Sven Breugelmans | Sven Breugelmans |
| 8      | 8 juillet 2007   | Grand Prix de Croatie   | Mladina              | Yves Demaria           | Yves Demaria     | Yves Demaria     |
| 9      | 22 juillet 2007  | Grand Prix de Slovaquie | Sverepec             | Martin Zerava          | Martin Zerava    | Martin Zerava    |
| 10     | 29 juillet 2007  | Grand Prix de Bulgarie  | Samokov              | Martin Zerava          | Yves Demaria     | Yves Demaria     |
| 11     | 12 août 2007     | Grand Prix de Slovénie  | Orehova Vas          | Sven Breugelmans       | Sven Breugelmans | Sven Breugelmans |
| 12     | 26 août 2007     | Grand Prix du Danemark  | Randers              | Yves Demaria           | Yves Demaria     | Yves Demaria     |
| 13     | 2 septembre 2007 | Grand Prix de Suisse    | Roggenburg           | Yves Demaria           | Yves Demaria     | Yves Demaria     |
| 14     | 9 septembre 2007 | Grand Prix d'Italie     | Faenza               | Manuel Monni           | Manuel Monni     | Manuel Monni     |

## Classement du Championnat du Monde MX1
| Clas. | Pilote                 | Pays             | Constructeur | Nombre de points | Nombre de victoires de GP | Nombre de podiums de GP | Nombre de victoires de manches |
| ----- | ---------------------- | ---------------- | ------------ | ---------------- | ------------------------- | ----------------------- | ------------------------------ |
| 1.    | Steve Ramon            | Belgique         | Suzuki       | 508              |                           | 6                       | 2                              |
| 2.    | Kevin Strijbos         | Belgique         | Suzuki       | 475              | 4                         | 6                       | 6                              |
| 3.    | Joshua Coppins         | Nouvelle-Zélande | Yamaha       | 452              | 5                         | 9                       | 9                              |
| 4.    | Sébastien Pourcel      | France           | Kawasaki     | 439              | 2                         | 5                       | 3                              |
| 5.    | Ken De Dycker          | Belgique         | Honda        | 421              | 1                         | 2                       | 2                              |
| 6.    | David Philippaerts     | Italie           | KTM          | 419              | 1                         | 6                       | 2                              |
| 7.    | Mike Brown             | États-Unis       | Honda        | 361              |                           | 2                       | 1                              |
| 8.    | Tanel Leok             | Estonie          | Kawasaki     | 355              |                           | 3                       |                                |
| 9.    | Billy McKenzie         | Grande-Bretagne  | Kawasaki     | 351              | 1                         | 1                       | 1                              |
| 10.   | Jonathan Barragan      | Espagne          | KTM          | 347              |                           | 2                       | 2                              |
| 11.   | James Noble            | Grande-Bretagne  | Honda        | 270              |                           |                         |                                |
| 12.   | Kornel Nemeth          | Hongrie          | Suzuki       | 215              |                           |                         |                                |
| 13.   | Manuel Priem           | Belgique         | TM           | 204              |                           |                         |                                |
| 14.   | Marc De Reuver         | Pays-Bas         | Yamaha       | 201              |                           | 1                       | 1                              |
| 15.   | Julien Bill            | Suisse           | honda        | 199              |                           |                         |                                |
| 16.   | Marvin Van Daele       | Belgique         | Honda        | 187              |                           |                         |                                |
| 17.   | Pierre-Alexandre Renet | France           | Honda        | 157              |                           |                         |                                |
| 18.   | Maximilian Nagl        | Allemagne        | KTM          | 133              |                           | 1                       |                                |
| 19.   | Aigar Leok             | Estonie          | Yamaha       | 119              |                           |                         |                                |
| 20.   | Clément Desalle        | Belgique         | Suzuki       | 112              |                           |                         |                                |
| 21.   | Gordon Crockard        | Irlande          | Honda        | 102              |                           |                         |                                |
| 22.   | Alex Salvini           | Italie           | Yamaha       | 74               |                           |                         |                                |
| 23.   | Thomas Allier          | France           | Kawasaki     | 65               |                           |                         |                                |
| 24.   | Antonio Cairoli        | Italie           | Yamaha       | 47               | 1                         | 1                       | 1                              |
| 25.   | Danny Theybers         | Belgique         | Suzuki       | 44               |                           |                         |                                |
| 26.   | Julien Vanni           | France           | Honda        | 42               |                           |                         |                                |
| 27.   | Alessio Chiodi         | Italie           | Aprilia      | 37               |                           |                         |                                |
| 28.   | Lauris Freibergs       | Lettonie         | Yamaha       | 34               |                           |                         |                                |
| 29.   | Brad Anderson          | Grande-Bretagne  | Yamaha       | 32               |                           |                         |                                |
| 30.   | Yoshitaka Atsuta       | Japon            | Honda        | 29               |                           |                         |                                |

## Classement du Championnat du Monde MX2
| Clas. | Pilote              | Pays            | Constructeur | Nombre de points | Nombre de victoires de GP | Nombre de podiums de GP | Nombre de victoires de manches |
| ----- | ------------------- | --------------- | ------------ | ---------------- | ------------------------- | ----------------------- | ------------------------------ |
| 1.    | Antonio Cairoli     | Italie          | Yamaha       | 660              | 10                        | 13                      | 21                             |
| 2.    | Tommy Searle        | Grande-Bretagne | KTM          | 510              | 1                         | 10                      | 3                              |
| 3.    | Christophe Pourcel  | France          | Kawasaki     | 436              | 2                         | 5                       | 4                              |
| 4.    | Tyla Rattray        | Afrique du Sud  | KTM          | 371              |                           | 7                       |                                |
| 5.    | Gareth Swanepoel    | Afrique du Sud  | Kawasaki     | 364              |                           | 2                       |                                |
| 6.    | Nicolas Aubin       | France          | Yamaha       | 358              | 1                         | 2                       | 2                              |
| 7.    | Pascal Leuret       | France          | Honda        | 320              |                           | 1                       |                                |
| 8.    | Matti Seistola      | Finlande        | Honda        | 276              |                           |                         |                                |
| 9.    | Marcus Schiffer     | Allemagne       | KTM          | 260              |                           | 1                       |                                |
| 10.   | Kenneth Gundersen   | Norvège         | Yamaha       | 244              |                           |                         |                                |
| 11.   | Rui Goncalves       | Portugal        | KTM          | 243              |                           | 2                       |                                |
| 12.   | Davide Guarneri     | Italie          | Yamaha       | 226              | 1                         | 1                       |                                |
| 13.   | Xavier Boog         | France          | Yamaha       | 219              |                           |                         |                                |
| 14.   | Carl Nunn           | Grande-Bretagne | Yamaha       | 198              |                           |                         |                                |
| 15.   | Anthony Boissiere   | France          | Kawasaki     | 192              |                           |                         |                                |
| 16.   | Jérémy Van Horebeek | Belgique        | KTM          | 167              |                           |                         |                                |
| 17.   | Jérémy Tarroux      | France          | KTM          | 160              |                           | 1                       |                                |
| 18.   | Matteo Bonini       | Italie          | Yamaha       | 157              |                           |                         |                                |
| 19.   | Manuel Monni        | Italie          | Yamaha       | 144              |                           |                         |                                |
| 20.   | Tom Church          | Grande-Bretagne | Kawasaki     | 140              |                           |                         |                                |
| 21.   | Sean Hamblin        | États-Unis      | Suzuki       | 133              |                           |                         |                                |
| 22.   | Dennis Verbruggen   | Belgique        | Yamaha       | 105              |                           |                         |                                |
| 23.   | Jason Dougan        | Grande-Bretagne | Suzuki       | 94               |                           |                         |                                |
| 24.   | Shaun Simpson       | Grande-Bretagne | Kawasaki     | 80               |                           |                         |                                |
| 25.   | Erik Eggens         | Pays-Bas        | Suzuki       | 76               |                           |                         |                                |
| 26.   | Steven Frossard     | France          | Kawasaki     | 71               |                           |                         |                                |
| 27.   | Martin Barr         | Grande-Bretagne | Yamaha       | 67               |                           |                         |                                |
| 28.   | Gautier Paulin      | France          | Honda        | 62               |                           |                         |                                |
| 29.   | Wyatt Avis          | Afrique du Sud  | KTM          | 58               |                           |                         |                                |
| 30.   | Stephen Sword       | Grande-Bretagne | Kawasaki     | 31               |                           |                         |                                |

## Classement du Championnat du Monde MX3
| Clas. | Pilote                  | Pays               | Constructeur | Nombre de points | Nombre de victoires de GP | Nombre de podiums de GP | Nombre de victoires de manches |
| ----- | ----------------------- | ------------------ | ------------ | ---------------- | ------------------------- | ----------------------- | ------------------------------ |
| 1.    | Yves Demaria            | France             | Yamaha       | 563              | 6                         | 11                      | 9                              |
| 2.    | Sven Breugelmans        | Belgique           | KTM          | 526              | 4                         | 8                       | 6                              |
| 3.    | Jussi Vehvilainen       | Finlande           | Honda        | 375              |                           | 4                       |                                |
| 4.    | Kristof Salaets         | Belgique           | Suzuki       | 374              |                           | 2                       |                                |
| 5.    | Alvaro Lozano           | Espagne            | KTM          | 368              |                           | 3                       | 1                              |
| 6.    | Martin Zerava           | République tchèque | Honda        | 341              | 1                         | 3                       | 3                              |
| 7.    | Saso Kragelj            | Slovénie           | Yamaha       | 335              |                           | 3                       |                                |
| 8.    | Christophe Martin       | France             | KTM          | 260              |                           | 2                       |                                |
| 9.    | Nicolai Maercher Hansen | Danemark           | Yamaha       | 239              |                           |                         |                                |
| 10.   | Jan Van Hastenberg      | Pays-Bas           | Honda        | 205              |                           |                         |                                |
| 11    | Benjamin Coisy          | France             | Honda        | 190              | 1                         | 2                       | 4                              |
| 12    | Nenad Sipek             | Croatie            | Yamaha       | 157              |                           |                         |                                |
| 13    | Jan Zaremba             | République tchèque | KTM          | 135              |                           | 1                       |                                |
| 14    | Martino Vestri          | Italie             | KTM          | 133              |                           |                         |                                |
| 15    | Simone Virdis           | Italie             | Honda        | 129              |                           |                         |                                |
| 16    | Kasper Jensen           | Danemark           | Yamaha       | 91               |                           |                         |                                |
| 17    | Josek Kulhavy           | Slovaquie          | Suzuki       | 87               |                           |                         |                                |
| 18    | Dennis Schroeter        | Allemagne          | Suzuki       | 71               |                           |                         |                                |
| 19    | Jurgen Van Nooten       | Belgique           | Suzuki       | 70               |                           |                         |                                |
| 20    | Philip Ruf              | Autriche           | KTM          | 56               |                           |                         |                                |
| 21    | Fabien Couderc          | France             | Kawasaki     | 55               |                           |                         |                                |
| 22    | Johny Lindhe            | Suède              | KTM          | 52               |                           |                         |                                |
| 23    | Yentel Martens          | Belgique           | KTM          | 51               |                           |                         |                                |
| 24    | Mickaël Pichon          | France             | KTM          | 50               | 1                         | 1                       | 2                              |
| 25    | Manuel Monni            | Italie             | Yamaha       | 44               | 1                         | 1                       | 2                              |
| 26    | Nikolai Kumanov         | Bulgarie           | Kawasaki     | 46               |                           |                         |                                |
| 27    | Bo Vang Jensen          | Danemark           | Suzuki       | 38               |                           | 1                       |                                |
| 28    | Jonathan Burn           | Suisse             | Honda        | 38               |                           |                         |                                |
| 29    | Marco Cassuci           | Italie             | KTM          | 36               |                           |                         |                                |
| 30    | Pierre-Alexandre Renet  | France             | Honda        | 33               |                           |                         | 1                              |